# Conde Grey
Conde Grey é um título do Pariato do Reino Unido.  Foi criado em 1806 para o General Charles Grey, 1.º Barão Grey. Em 1801, ele recebeu o título de Barão Grey de Howick no Condado de Northumberland,  e em 1806 foi criado Visconde Howick no Condado de Northumberland, ao mesmo tempo em que recebeu o condado. Membro da proeminente família Grey de Northumberland, Conde Grey era o terceiro filho de Sir Henry Grey, 1.º Baronete de Howick  (veja abaixo).

## História

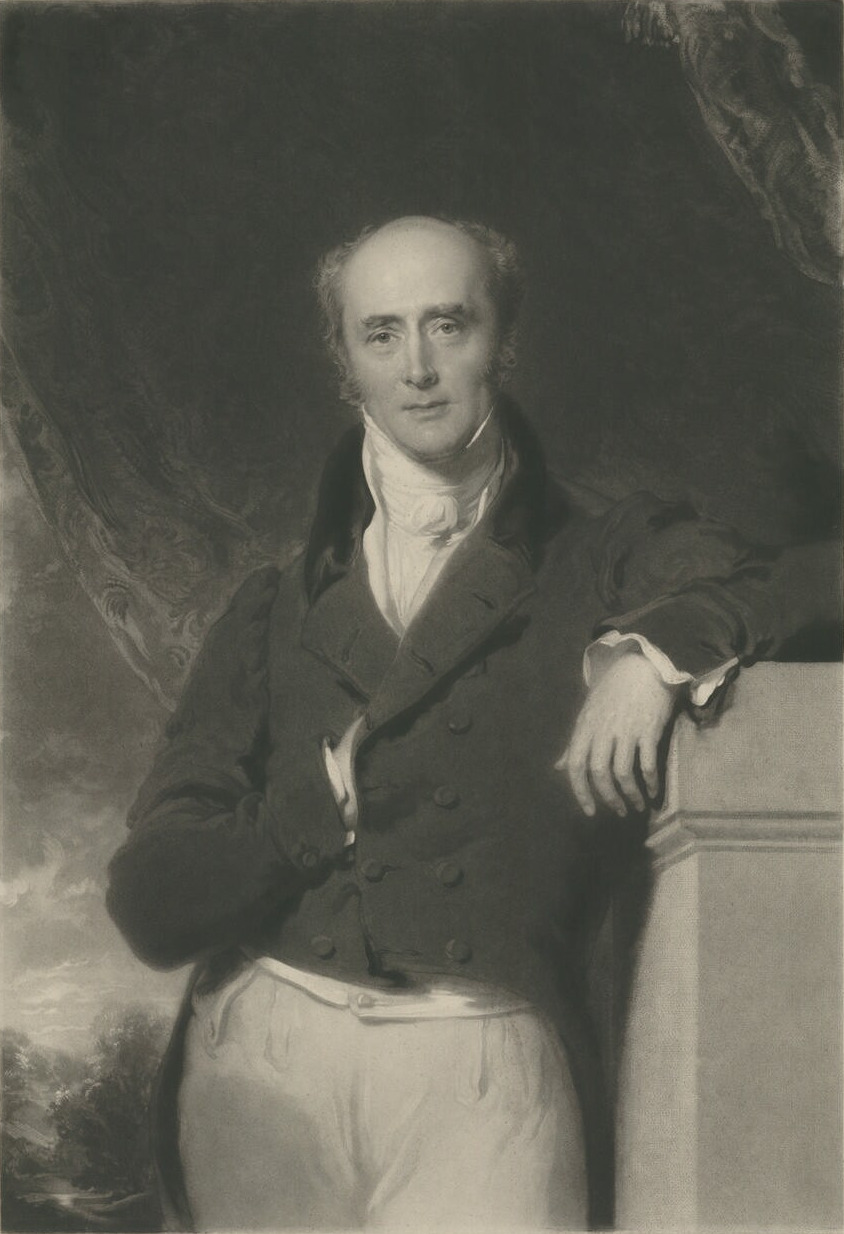
Charles Grey, 2.º Conde Grey

O primeiro Conde Grey foi sucedido por seu filho mais velho, Charles, 2.º Conde Grey . O segundo conde foi um importante político Whig e serviu como primeiro-ministro do Reino Unido de 1830 a 1834, mandato que viu a aprovação da Lei de Reforma de 1832 e a abolição da escravidão no Império Britânico em 1833. Em 1808, ele também sucedeu seu tio como terceiro baronete de Howick.
O segundo conde foi sucedido por seu segundo filho (o mais velho sobrevivente), Henry, 3.º Conde Grey. O terceiro conde também foi um político Whig e serviu sob o comando de Lord John Russell como Secretário de Estado da Guerra e das Colônias de 1846 a 1852. Após sua morte, os títulos passaram para seu sobrinho, Albert, 4.º Conde Grey, que era filho do General Honorário Charles Grey, terceiro filho do segundo Conde. Lord Grey foi governador geral do Canadá entre 1904 e 1911. Seu filho, Charles, 5.º Conde Grey, era major do Exército. Ele morreu sem descendência masculina e foi sucedido por seu primo de segundo grau, Richard, 6.º Conde Grey . Ele era tataraneto do Almirante Hon. George Grey, quarto filho do segundo conde. O 6º Conde morreu em setembro de 2013 e foi sucedido por seu irmão Philip, 7.º Conde Grey.
O título de baronete Grey, de Howick, no Condado de Northumberland, foi criado no Baronetage da Grã-Bretanha em 1746 para Henry Grey, Alto Xerife de Northumberland em 1738. Membro de uma antiga família de Northumberland, ele foi o oitavo na descendência de Sir Thomas Grey, de Heton, irmão mais velho de John Grey, 1.º Conde de Tankerville, e o quinto na descendência de Sir Edward Grey, de Howick, tio de William Grey, 1.º Barão Grey de Warke. Em 1720, ele se casou com Hannah, filha de Thomas Wood de Fallodon, perto de Alnwick, em Northumberland. Grey foi sucedido por seu filho mais velho, o segundo baronete. Ele representou Northumberland na Câmara dos Comuns. Ele morreu solteiro e foi sucedido por seu sobrinho, o segundo Conde Grey. Para mais informações sobre a história da baronete, veja acima.
Vários outros membros deste ramo da família Grey ganharam distinção. O Hon. George Grey (1767–1828), segundo filho do primeiro Conde Grey, foi criado baronete de Fallodon, no Condado de Northumberland, em 1814 e foi pai de Sir George Grey, 2.º Baronete, e bisavô de Edward Grey, 1.º Visconde Grey de Fallodon. O Reverendíssimo Edward Grey (1782–1837), quinto filho do primeiro conde, foi bispo de Hereford de 1832 a 1837. Seu quarto filho, Sir William Grey (1818–1878), serviu como governador de Bengala de 1866 a 1871 e como governador da Jamaica de 1874 a 1877. Sua filha Sybil Frances Grey (falecida em 1945) foi mãe do primeiro-ministro Anthony Eden, 1.º conde de Avon. Sir Paul Francis Grey, embaixador britânico na Tchecoslováquia de 1957 a 1960 e na Suíça de 1960 a 1964, era neto de Francis Douglas Grey, filho do segundo casamento do Reverendíssimo Edward Grey, Bispo de Hereford. O já mencionado Hon. Charles Grey, terceiro filho do segundo conde, foi general do Exército. O já mencionado Hon. George Grey (1809–1891), quarto filho do segundo conde, foi almirante da Marinha Real.
As sedes da família eram Howick Hall e Fallodon Hall em Northumberland. O local de sepultamento tradicional dos Condes Grey é a Igreja de São Miguel e Todos os Anjos, em Howick.

## Legado

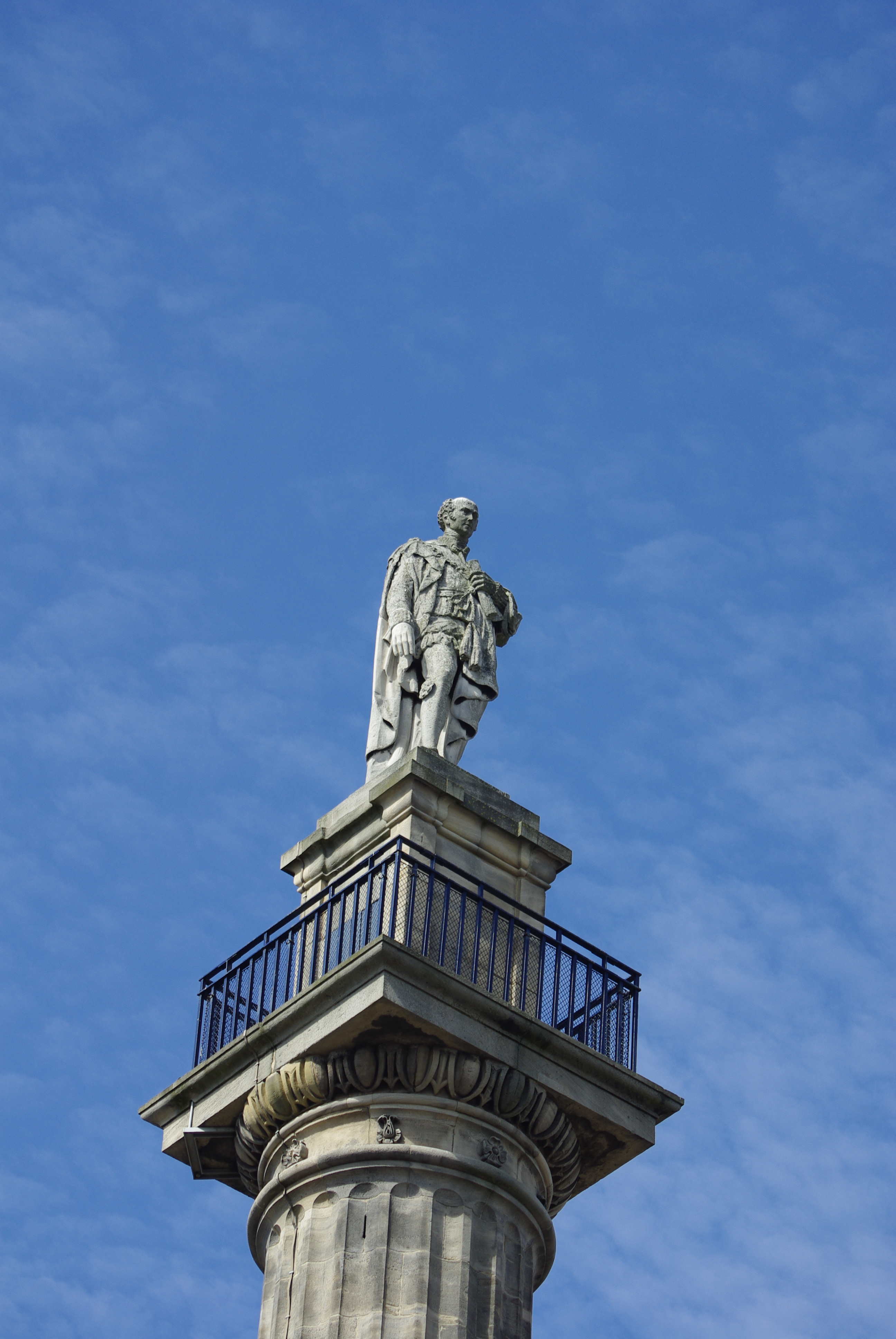
Grey's Monument em Newcastle

O chá Earl Grey recebeu o nome do segundo Conde Grey. 
O Grey College, Durham, recebeu o nome do segundo conde Grey, em homenagem ao seu apoio à Lei da Universidade de Durham de 1832, que estabeleceu a universidade durante seu mandato como primeiro-ministro. 
A Grey Cup, o troféu do campeonato da Canadian Football League, recebeu o nome do 4º Conde, em 1909; na época, Lord Grey servia como Governador Geral do Canadá . 
Uma coluna encimada por uma estátua de Charles Grey, 2.º Conde Grey (chamada localmente de Monumento de Grey), tem uma localização de destaque na cidade de Newcastle upon Tyne.
O Condado de Grey, em Ontário, Canadá, recebeu esse nome em homenagem ao segundo Conde Grey.
O violinista de Gateshead, James Hill (n. 1811 f. 1856), compôs a melodia "Earl Gray" no estilo escocês de Strathspey, possivelmente para comemorar a inauguração do Grey's Monument em 1838. Ainda faz parte do repertório musical tradicional da Escócia e de Northumberland. 
A Earl Grey Street em Edimburgo recebeu o nome do 2.º Conde após sua visita à cidade em 1834. 